# Servio Mario Onorato
Servio Mario Onorato, o Servio Mauro Onorato (in latino Servius Marius Honoratus; fl. fine IV secolo), è stato un grammatico, filologo e commentatore romano.
L'appellativo Deuteroservio o Servio Danielino si riferisce alla pubblicazione da parte dell'umanista francese Pierre Daniel di un'edizione del Commentario di Servio all'Eneide contenente alcune aggiunte rispetto all'originale serviano. Tuttora è discussa l'autenticità del cosiddetto Servio Danielino, pubblicato nel 1600.

## Biografia
Compare come uno degli interlocutori nell'opera Saturnalia di Macrobio. Alcune allusioni presenti negli scritti ed una lettera di Quinto Aurelio Simmaco indirizzata a Servio porterebbero a confermare che era pagano.

## Opere

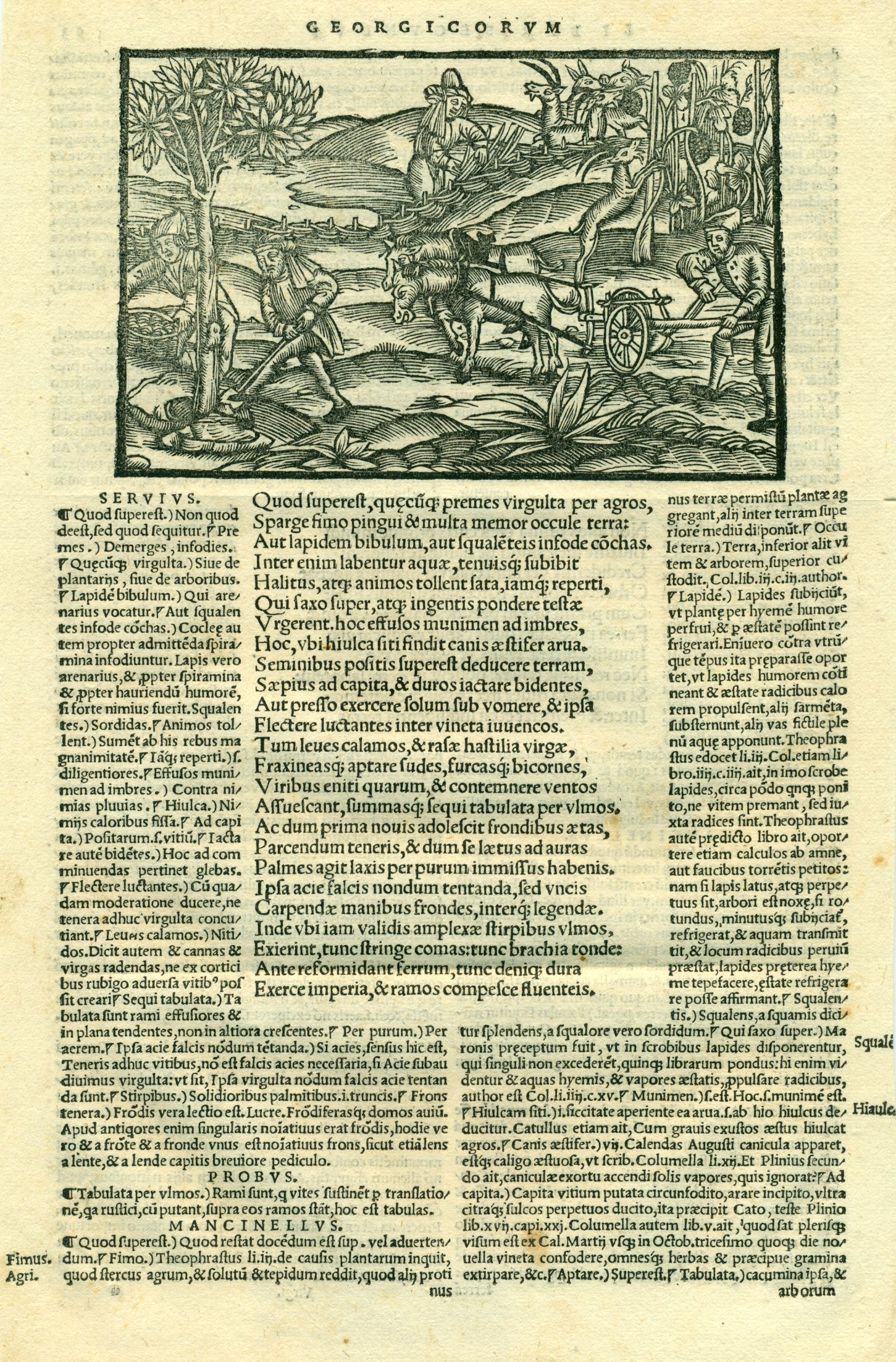
Un'edizione del XVI secolo di Virgilio con il commento di Servio stampato sulla sinistra del testo.

- Commentarii in Vergilii Aeneidos libros, Commentarii in Vergilii Bucolica, Commentarii in Vergilii Georgica.

Del commento alle opere di Virgilio esistono due tradizioni manoscritte. Il primo è un commento relativamente breve e conciso, attribuito di per certo a Servio Mario Onorato, ed è chiamato "Servius Minor". A una seconda classe di manoscritti, del X e XI secolo d.C., appartiene un altro commento, molto più esteso, infatti le aggiunte sono abbondanti e in contrasto con lo stile di Servio; l'autore è ignoto ma sicuramente cristiano. Questo secondo è chiamato "Servio Auctus" o "Servius Danielinus" da Pierre Daniel, che lo pubblicò nel 1600. Esiste una terza classe di manoscritti, composti in Italia, derivati dai primi due, a significare la diffusione di questi commenti.
Per quanto riguarda il "Servius Minor" è in effetti l'unica edizione completa esistente di un autore classico scritta prima del crollo dell'Impero in Occidente. È una vasta critica al testo virgiliano, con critiche anche ai commentatori prima di lui (in un certo qual modo ci fornisce il modo di pensare dei secoli precedenti); non usa un linguaggio particolarmente elevato, ma è colorito e fantasioso qualora si tratti di etimologie.
Oltre all'aspetto grammaticale, i commentari di Servio contengono abbondante materiale storico, mitologico, religioso e filosofico, la maggior parte del quale probabilmente è derivata da fonti di scrittori anteriori, con cui la poesia di Virgilio viene interpretata nei suoi molteplici aspetti.
- Commentarius in artem Donati - Raccolta di note grammaticali di Elio Donato.
- De centum metris ad Albinum - Un trattato di diverse figure metriche, dedicato a Cecina Decio Albino.
- De finalibus ad Aquilinum - Un trattato di metrica sui finali.
- De metris Horatii ad Fortunatianum - Un trattato di metrica di Orazio, forse dedicato ad Atilio Fortunaziano.
- Vita Vergilii.